# Jacques Devos
Jacques Devos (Brussel, 24 november 1924 - 27 januari 1992) was een Belgische stripauteur, die in Nederland vooral bekend was vanwege zijn strip Mr. Kweeniewa en Geniale Olivier voor het tijdschrift Robbedoes.

## Biografie
Devos werd in 1924 geboren te Brussel als zoon van een fietsenmaker. Aanvankelijk volgde hij zijn vader op in dat vak, totdat hij zich in 1961 op 37-jarige leeftijd volledig ging toeleggen op het maken van stripverhalen. Aanvankelijk werkte hij samen met Louis Salvérius  voor het weekblad Spirou aan de ingevouwen 'mini-albums'. Ook werkte hij samen met Roger Camille (Kiko) en schreef het scenario van de strip Djinn (een voorloper van de strip Foufi), die In Robbedoes verscheen tussen 1964 en 1966.  
In de 'mini-albums' maakte hij de eerste verhalen van Geniale Olivier, wat zijn meest populaire karakter zou worden. Uit deze eerste gepubliceerde stripjes gaf Devos al blijk van zijn voorkeur voor de slapstick-humor die bepalend zou zijn voor zijn oeuvre. Vanaf 1969 publiceerde Devos verhaaltjes van Mr. Kweeniewa en Geniale Olivier in Robbedoes tot aan zijn pensioen in 1988. Een andere strip was de tekststrip Victor Sébastopol over de mémoires van een geheim agent rond 1900. Deze maakte Devos samen met Hubuc. Daarnaast maakte Devos enkele humoristische historische boeken over wapens met de titels Vuurwapens in beeld en Geheime en rare wapens. Voor deze twee albums ontving Devos de Sint-Michielsprijs voor onderzoek en documentatie.
Jacques Devos stierf in 1992 op 67-jarige leeftijd.